# Wiseman (Alaska)
Wiseman ist ein amerikanischer Ort (Census-designated place) in Alaska (Yukon-Koyukuk Census Area) mit etwa 14 Einwohnern (2010). Wiseman liegt in der Brookskette und wurde von Goldgräbern gegründet, die um 1919 Slate Creek (heute Coldfoot) verließen. Drei Meilen entfernt von Wiseman liegt der Dalton Highway, mit dem der Ort seit den 1990er Jahren verbunden ist.